# أليوت أندرسون
أليوت أندرسون (بالإنجليزية: Elliot Anderson)‏ هو سياسي أمريكي، ولد في 15 نوفمبر 1982 في مارشفيلد في الولايات المتحدة. حزبياً، نشط في الحزب الديمقراطي. وقد انتخب عضو المجلس النيابي لولاية نيفادا.

## وصلات خارجية
- الموقع الرسمي